# Kanton Falaise-Nord
Kanton Falaise-Nord (fr. Canton de Falaise-Nord) byl francouzský kanton v departementu Calvados v regionu Dolní Normandie. Skládal se z 27 obcí. Zrušen byl v roce 2015.

## Obce kantonu
- Aubigny
- Bonnœil
- Bons-Tassilly
- Cordey
- Le Détroit
- Fourneaux-le-Val
- Les Isles-Bardel
- Falaise (severní část)
- Leffard
- Les Loges-Saulces
- Martigny-sur-l'Ante
- Le Mesnil-Villement
- Noron-l'Abbaye
- Pierrefitte-en-Cinglais
- Pierrepont
- Pont-d'Ouilly
- Potigny
- Rapilly
- Saint-Germain-Langot
- Saint-Martin-de-Mieux
- Saint-Pierre-Canivet
- Saint-Pierre-du-Bû
- Soulangy
- Soumont-Saint-Quentin
- Tréprel
- Ussy
- Villers-Canivet